# Villers-en-Vexin

Villers-en-Vexin este o comună în departamentul Eure, Franța. În 1 ianuarie 2022 avea o populație de 313 de locuitori.